# Martinet à croupion gris
Chaetura cinereiventris
Espèce
Statut de conservation UICN

 LC  : Préoccupation mineure
Le Martinet à croupion gris (Chaetura cinereiventris) est une espèce d'oiseaux de la famille des Apodidae. Cette espèce vit en Amérique du Sud.

## Répartition

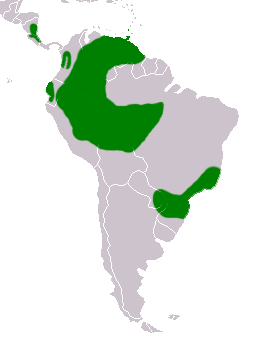
Carte de répartition de l'espèce